# Robert Englund
Robert Barton Englund (Glendale, Kalifornia, 1947. június 6. –) amerikai színész.
Leghíresebb szerepe a sorozatgyilkos Freddy Krueger a Rémálom az Elm utcában című horrorfilmes sorozatban. Két Szaturnusz-díjra is jelölték a rémisztő Freddy megformálásáért, a sorozat 3. és 4. részében. Englund neve már-már egybeforrt Freddyével.

## Fiatalkora és családja
1947. január 6-án született a Kalifornia állambeli Glendale nevű városban. Szülei Svédországból származtak, édesanyja, Janis (leánykori neve McDonald), édesapja C. Kent Englund, aki aerodinamikai mérnök volt, ő segített kifejleszteni az U–2 felderítő repülőt a hidegháború idején.
Englund tizenkét évesen kezdte el iskoláit, idősebb korában a California State University Northridge egyetemen tanult, de mivel színész akart lenni, ezért átment a michigani Oakland University színművészeti egyetemre, ahol kitanulta a színész szakmát. Az egyetemi évei után a Meadow Brook Theatre és a Royal Academy of Dramatic Art színházba szerződött el színpadi színésznek.

## Pályafutása
Első filmje az 1974-es Buster and Billie volt. 1983-ig nem kapott nagy szerepeket, az első nagyobb filmje a V című alkotás volt, amiben Willie-t játszotta, később sorozatot is készítettek belőle.
Az igazi sikert a Rémálom az Elm utcában (1984) című horrorfilm hozta meg számára, amiben Freddy Kruegert játszotta el. Freddy segítségével ő is bekerült a két leghíresebb horror filmszínész, Christopher Lee és Peter Cushing mellé. Híres horrorfilmjei még Az operaház fantomja (1989), amelyben magát a fantomot játszotta, A mángorló és a 2001 Maniacs (2005).
Alan Goldsherrel írt életrajza 2009. október 13-án jelent meg Amerikában Hollywood Monster: A Walk Down Elm Street with the Man of Your Dreams címmel.

## Magánélete
Háromszor nősült, van egy lánya. A kaliforniai Laguna Beachben lakik.

## Filmográfia

### Film
| Év   | Magyar cím                                                   | Eredeti cím                                   | Szerep                                        | Magyar hang      |
| ---- | ------------------------------------------------------------ | --------------------------------------------- | --------------------------------------------- | ---------------- |
| 1974 |                                                              | Buster and Billie                             | Whitey                                        |                  |
| 1975 | Sötét utcák                                                  | Hustle                                        | bandita                                       |                  |
| 1975 |                                                              | Sunburst                                      | Michael Sutherland                            |                  |
| 1976 | Maradj éhen!                                                 | Stay Hungry                                   | Franklin                                      | Kapácsy Miklós   |
| 1976 | Maradj éhen!                                                 | Stay Hungry                                   | Franklin                                      | Markovics Tamás  |
| 1976 | Tízezer dolláros megbízás                                    | St. Ives                                      | bűnöző                                        |                  |
| 1976 |                                                              | Eaten Alive                                   | Buck                                          |                  |
| 1976 | Csillag születik                                             | A Star Is Born                                | Marty                                         |                  |
| 1977 |                                                              | The Last of the Cowboys                       | Beebo Crozier                                 |                  |
| 1978 | Nagy szerda                                                  | Big Wednesday                                 | narrátor                                      |                  |
| 1978 | Testvérszövetség                                             | Bloodbrothers                                 | Mott                                          |                  |
| 1978 |                                                              | The Fifth Floor                               | Benny                                         |                  |
| 1981 |                                                              | Dead & Buried                                 | Harry                                         |                  |
| 1981 | A félelem galaxisa                                           | Galaxy of Terror                              | Ranger                                        | Kautzky Armand   |
| 1981 | A félelem galaxisa                                           | Galaxy of Terror                              | Ranger                                        | Előd Botond      |
| 1982 | Ne félj, csak az ég zeng                                     | Don't Cry, It's Only Thunder                  | Tripper                                       |                  |
| 1984 | Rémálom az Elm utcában                                       | A Nightmare on Elm Street                     | Freddy Krueger                                | Dózsa László     |
| 1984 | Rémálom az Elm utcában                                       | A Nightmare on Elm Street                     | Freddy Krueger                                | Varga Tamás      |
| 1985 | Rémálom az Elm utcában 2. – Freddy bosszúja                  | A Nightmare on Elm Street 2: Freddy's Revenge | Freddy Krueger / buszsofőr                    | Dózsa László     |
| 1985 | Rémálom az Elm utcában 2. – Freddy bosszúja                  | A Nightmare on Elm Street 2: Freddy's Revenge | Freddy Krueger / buszsofőr                    | Varga Tamás      |
| 1986 | Ne halj meg fiatalon!                                        | Never Too Young to Die                        | Riley                                         |                  |
| 1987 | Rémálom az Elm utcában 3. – Álomharcosok                     | A Nightmare on Elm Street 3: Dream Warriors   | Freddy Krueger                                | Breyer László    |
| 1987 | Rémálom az Elm utcában 3. – Álomharcosok                     | A Nightmare on Elm Street 3: Dream Warriors   | Freddy Krueger                                | Hankó Attila     |
| 1987 | Rémálom az Elm utcában 3. – Álomharcosok                     | A Nightmare on Elm Street 3: Dream Warriors   | Freddy Krueger                                | Beregi Péter     |
| 1988 | Rémálom az Elm utcában 4. – Az álmok ura                     | A Nightmare on Elm Street 4: The Dream Master | Freddy Krueger / ápoló                        | Gruber Hugó      |
| 1988 | Rémálom az Elm utcában 4. – Az álmok ura                     | A Nightmare on Elm Street 4: The Dream Master | Freddy Krueger / ápoló                        | Harsányi Gábor   |
| 1989 | Turbózombi, véruszkár                                        | C.H.U.D. II - Bud the Chud                    | kabátos férfi                                 |                  |
| 1989 | Rémálom az Elm utcában 5. – Az álomgyerek                    | A Nightmare On Elm Street: The Dream Child    | Freddy Krueger / férfi az elmegyógyintézetben | Varga Tamás      |
| 1989 | Rémálom az Elm utcában 5. – Az álomgyerek                    | A Nightmare On Elm Street: The Dream Child    | Freddy Krueger / férfi az elmegyógyintézetben | Harsányi Gábor   |
| 1989 | Az operaház fantomja                                         | The Phantom of the Opera                      | Erik Destler, a fantom                        | Kőszegi Ákos     |
| 1990 | Ford Fairlane kalandjai                                      | The Adventures of Ford Fairlane               | Smiley                                        | Tahi Tóth László |
| 1991 | Rémálom az Elm utcában 6. – Freddy halála: Az utolsó rémálom | Freddy's Dead: The Final Nightmare            | Freddy Krueger                                | Reviczky Gábor   |
| 1992 | Haláltánc                                                    | Dance Macabre                                 | Anthony Wager                                 | Kristóf Tibor    |
| 1993 | Borzalmak éjszakája                                          | Tobe Hooper's Night Terrors                   | Marquis de Sade / Paul Chevalier              |                  |
| 1994 | Rémálom az Elm utcában 7. – Az új rémálom: Freddy feltámad   | Wes Craven's New Nightmare                    | önmaga / Freddy Krueger                       | Barbinek Péter   |
| 1995 | A mángorló                                                   | The Mangler                                   | William 'Bill' Gartley                        | Bács Ferenc      |
| 1996 |                                                              | La lengua asesina                             | börtönigazgató                                |                  |
| 1996 |                                                              | Starquest II                                  | O'Neill atya                                  |                  |
| 1997 | Halálosztó                                                   | Wishmaster                                    | Raymond Beaumont                              | Szersén Gyula    |
| 1997 | Tökéletes áldozat                                            | Perfect Target                                | Shakwell ezredes                              | Várkonyi András  |
| 1998 | Ökörikrek                                                    | Meet the Deedles                              | Nemo                                          | Izsóf Vilmos     |
| 1998 | Rémségek könyve                                              | Urban Legend                                  | William Wexler                                | Barbinek Péter   |
| 1998 |                                                              | Strangeland                                   | Jackson Roth                                  |                  |
| 1999 | Szörfös és királyfi                                          | The Prince and the Surfer                     | Kratski                                       |                  |
| 2001 |                                                              | Wish You Were Dead                            | Bernie Garces                                 |                  |
| 2003 | Freddy vs. Jason                                             | Freddy Vs. Jason                              | Freddy Krueger                                | Harsányi Gábor   |
| 2003 | Akár egy rossz álom                                          | Kako los son                                  | professzor                                    |                  |
| 2003 |                                                              | Il ritorno di Cagliostro                      | Erroll Douglas                                |                  |
| 2003 | Senki nem tud semmit                                         | Nobody Knows Anything                         | Jack Sampson                                  |                  |
| 2005 |                                                              | 2001 Maniacs                                  | George W. Buckman őrmester                    |                  |
| 2006 | A balta                                                      | Hatchet                                       | Sampson Dunston                               | Kajtár Róbert    |
| 2006 |                                                              | Behind the Mask: The Rise of Leslie Vernon    | Doc Halloran                                  |                  |
| 2006 |                                                              | Heartstopper                                  | Roger Berger sheriff                          |                  |
| 2007 |                                                              | Jack Brooks: Monster Slayer                   | Gordon Crowley professzor                     |                  |
| 2008 | Bosszú                                                       | Red                                           | Willie Doust                                  | Incze József     |
| 2008 | Zombi sztriptíz                                              | Zombie Strippers                              | Ian Essko                                     |                  |
| 2009 |                                                              | Night of the Sinner                           | herceg                                        |                  |
| 2010 |                                                              | De mayor quiero ser soldado                   | pszichológus                                  |                  |
| 2010 |                                                              | Never Sleep Again: The Elm Street Legacy      | önmaga                                        |                  |
| 2011 |                                                              | Good Day for It                               | Wayne Jackson                                 |                  |
| 2011 |                                                              | Inkubus                                       | Inʞubus                                       |                  |
| 2011 |                                                              | The Moleman of Belmont Avenue                 | Mr. Hezekiah Confab                           |                  |
| 2012 |                                                              | Strippers vs Werewolves                       | Tapper                                        |                  |
| 2012 |                                                              | Zombie Mutation                               | Dream Man                                     |                  |
| 2013 |                                                              | Sanitarium                                    | Sam                                           |                  |
| 2014 |                                                              | The Last Showing                              | Stuart                                        |                  |
| 2014 |                                                              | Fear Clinic                                   | Dr. Peter Andover                             |                  |
| 2015 |                                                              | Kantemir                                      | John                                          |                  |
| 2015 |                                                              | The Funhouse Massacre                         | Kane börtönigazgató                           |                  |
| 2016 |                                                              | The Midnight Man                              | Dr. Harding                                   |                  |
| 2017 |                                                              | Nightworld                                    | Jacob                                         |                  |
| 2017 |                                                              | Nightmares in the Makeup Chair                | önmaga                                        |                  |
| 2020 |                                                              | In Search of Darkness: Part II                | önmaga                                        |                  |
| 2022 | Válassz vagy meghalsz!                                       | Choose or Die                                 | önmaga (hangja)                               | Németh Gábor     |
| 2023 |                                                              | Abruptio                                      | Mr. Salk (hangja)                             |                  |